# Megalostrata paludosa
Espèce
Megalostrata paludosa est une espèce d'araignées aranéomorphes de la famille des Corinnidae.

## Distribution
Cette espèce est endémique du département de Bolivar en Colombie,. Elle se rencontre vers Carthagène des Indes sur l'Isla Tierra Bomba et l'Isla La Boquilla.

## Description
Le mâle holotype mesure 9,19 mm et la femelle paratype 7,787 mm, les mâles mesurent de 8,900 à 9,300 mm et les femelles de 7,260 à 8,220 mm.

## Systématique et taxinomie
Cette espèce a été décrite par Bonaldo, Galán-Sánchez et García en 2024.

## Publication originale
(juin 2024).
- Bonaldo, Galán-Sánchez & García, 2024 : « Advances on the taxonomy of Megalostrata Karsch, 1880 (Araneae, Corinnidae, Corinninae), with descriptions of two new species. » Zootaxa, no 5458(4), p. 495-523.